# Franz Roth
Franz Roth (Memmingen, 27. travnja 1946.), bivši je njemački nogometaš, koji je cijelu karijeru proveo u Bayern Münchenu. Četiri je puta igrao za reprezentaciju Zapadne Njemačke, i imao je nadimak "Bulle" ("Bik") zbog načina igre.
Roth je odigrao ogroman broj važnih utakmica za Bayern München. S bavarskim je klubom osvojio mnoga velika natjecanja, poput Kupa prvaka i Kupa pobjednika kupova.
U mnogim je važnim finalima postizao pogotke, poput finala Kupa kupova 1967. i finala Kupa prvaka 1975. i 1976. godine.
Roth je jedan od najuspješnijih Bayernovih igrača ikad, i uvršten je u All Star ekipu kluba.

## Nagrade i uspjesi
- Bundesliga: 1968./69., 1971./72., 1972./73., 1973./74., 1979./80., 1980./81.
- DFB-Pokal: 1966., 1967., 1969., 1971.
- Kup pobjednika kupova: 1967.
- Kup prvaka: 1974., 1975., 1976.
- Interkontinentalni kup: 1976.
- Trofeo Santiago Bernabéu: 1979., 1980.
- Trofeo Internacional Ciudad de Terrassa: 1972.

## Vanjske poveznice
- Statistika na Fussballdaten.de (njem.)